# Enicospilus estradarum
Enicospilus estradarum là một loài tò vò trong họ Ichneumonidae.